# Генрих III (граф Люксембурга)
Генрих III (около 1070—1096) — граф Люксембурга в 1086—1096 годах.

## Биография
Генрих III был сыном Конрада I и Клеменции Аквитанской. Получил графский титул в 1086 году после смерти отца. Заключил мирное соглашение с архиепископом Трирским. Поддерживал императора Генриха IV в борьбе за инвеституру.
Последнее упоминание Генриха III в исторических источниках датируется 12 апреля 1095 года. Он умер, не оставив наследников, и преемником стал его брат Вильгельм I, который носил титул графа Люксембурга уже в 1096 году.